# 군사해상운송사령부
군사해상운송사령부(Military Sealift Command (MSC))는 미국 버지니아주 노퍽의 노퍽 해군기지에 본부를 둔 미국 해군의 기능 사령부이다.

## 역사

### 군사해양수송근무대
제2차 세계 대전의 종전 이후, 따로 운영하였던 4개 정부의 해상운송기관인 해군의 함대지원근무대(Fleet Support Services), 해군수송근무대, 육군수송근무대, 미국 해양위원회의 전시선박관리청(1942-1946)를 병합하여 1949년 7월 9일에 단일 기관인 군사해양수송근무대(MSTS)를 설립하였다.
1950년 6월 25일에 시작된 한국 전쟁에서 7월 6일에 제24보병사단 전체를 일본에서 부산항으로 운송하였다.

### 군사해상운송사령부
2015년에 재구조화를 거치며 본부를 워싱턴 해군공창에서 노퍽 해군 기지로 옮겼다.

## 조직
- 지역사령부
  -  MSC 태평양 - 캘리포니아주 포인트 로마 해군 기지[1]
  -  MSC 대서양 - 버지니아주 노퍽 해군기지[2]
  -  MSC 유럽-아프리카 - 이탈리아 나폴리 해군 지원처[3]
  -  MSC 중부 - 바레인 해군 지원처[4]
  -  MSC 극동 - 싱가포르 Sembawang Wharves[5]
- MSC 함대지원
- 정비허브
- MSC 연락관
- 사무소 (MSCO)
  - MSCO 괌 (MSCO-G)
  - MSCO 노퍽 (MSCO-N)
  - MSCO 대한민국 (MSCO-K)
  - MSCO 오키나와 (MSCO-O)

## 프로그램

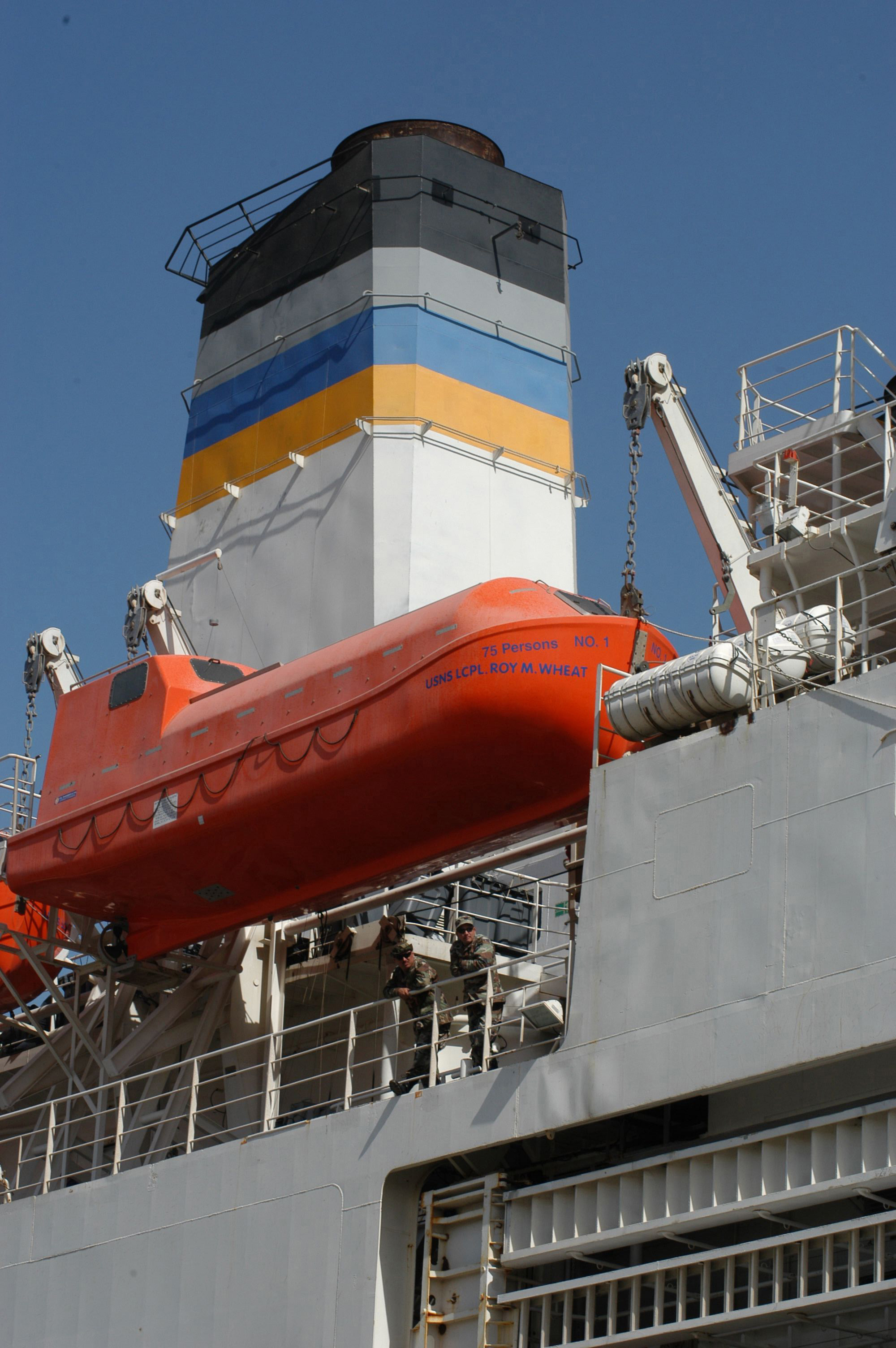
MSC 소속 선박은 감색과 주황색의 색띠를 칠한다.

### 2023년
2023년의 분류별로 선박이 소속하는 프로그램은 다음과 같다:
- 전투군수군
  - PM1: 함대 급유함
  - PM6: 함대 병기 및 산적화물선
- 함대지원 및 특별임무
  - PM2: 특별임무함
  - PM3: 선위치 및 해상기지화
  - PM4: 근무지원
  - PM8: 원정고속수송
- 전투지휘지원
  - PM5: 해운 프로그램
  - 산적화물선 및 탱커

### 2018년
- PM1: 함대 급유함
- PM2: 특별임무함 (미사일 사거리 추격선, 항법시험지원선, 해양조사선, 해상기반 X밴드 레이다, 해양감시선, 잠수함 및 특수전지원함)
- PM3: 선위치 (APS 대형중속 RORO선 및 컨테이너선, OPDS선, 공군 컨테이너선, 고속정, 고속수송선)
- PM4: 근무지원 (함대 해양예인선, 병원선, 구조인양함, 잠수함 모함)
- PM5: 해상운송 (Surge 해상운송선, 산적화물선, 탱커)
- PM6: 함대 병기 및 산적화물선 (탄약 산적화물선, 고속전투지원선)
- PM7: 부상집체지휘지원 (상륙지휘함, 부상전방선적기지, 원정이동기지, 케이블 가설 및 수리선)
- PM8: 원정고속수송 (스피어헤드급 원정고속수송선)

## 계보
- 1949년, Military Sea Transportation Service (MSTS)→군사해양수송청
- 1970년, Military Sealift Command (MSC)→군사해상운송사령부

## 같이 보기
- 지상전개배급사령부 (SDDC)
- 공중기동사령부 (AMC)

## 참고
1. ↑  “Military Sealift Command Pacific (MSCPAC)”. 《globalsecurity.org》 (영어). 2021년 2월 27일에 확인함.
2. ↑  “Military Sealift Command Atlantic (MSCLANT)”. 《globalsecurity.org》 (영어). 2021년 2월 27일에 확인함.
3. ↑  “Military Sealift Command Europe and Africa (MSCEURAF)”. 《globalsecurity.org》 (영어). 2021년 2월 27일에 확인함.
4. ↑  “Military Sealift Command Central (MSCCENT)”. 《globalsecurity.org》 (영어). 2021년 2월 27일에 확인함.
5. ↑  “Military Sealift Command Far East (MSCFE)”. 《globalsecurity.org》 (영어). 2021년 2월 27일에 확인함.
6. ↑  “U.S. Navy’S Military Sealift Command Ship and Inventory” (PDF) (영어). Military Sealift Command Public affair office. 2023. 2023년 7월 17일에 확인함.

- “History and Heritage” (영어). Military Sealift Command Public affair office. 2023년 7월 17일에 확인함.